# 罗先刚
罗先刚（1970年12月—），四川苍溪人，中国光电技术专家，中国科学院光电技术研究所所长、研究员，中国工程院院士。

## 生平
1993年毕业于四川师范大学物理系，获学士学位。1998年、2001年先后获中国科学院光电技术研究所硕士、博士学位。